# Placynthium hungaricum
Placynthium hungaricum är en lavart som beskrevs av Vilmos Kőfaragó-Gyelnik. Placynthium hungaricum ingår i släktet Placynthium och familjen Placynthiaceae.   Inga underarter finns listade i Catalogue of Life.